# Stadtilm
Stadtilm est une ville allemande de l'arrondissement d'Ilm, Land de Thuringe.

## Géographie
Stadtilm se situe à la jonction de la forêt de Thuringe avec le Bassin de Thuringe et l'Ilm.
|        | Bösleben-Wüllersleben |        |
| Ilmtal | Stadtilm              | Ilmtal |
|        | Ilmtal                |        |

La ville comprend le quartier d'Oberilm.

## Histoire
Stadtilm est mentionné pour la première fois en 1268 (un document citant le village en 1114 est sans doute antidaté).
Au XIIIe siècle, la ville est partagée entre deux familles nobles : la maison de Schwarzbourg, plus puissante, et la maison de Kevernburg. Un accord est trouvé en 1293, permettant aux citoyens d'aller dans l'autre moitié de la ville. En 1388, elle est unie sous la maison de Schwarzbourg-Wachsenbourg.
Pendant le conflit interne dans la maison de Schwarzbourg, entre 1448 et 1451, Stadtilm est assiégé pendant trois semaines de Frédéric II de Saxe. La légende veut que le siège se soit terminé par l'envahissement de la fumée des grillages des saucisses faites avec les derniers porcs de la ville.
Au cours de la guerre des paysans allemands, il n'y a pas de combats dans Stadtilm, bien que 5 000 à 8 000 insurgés campent devant la ville. Après l'ouverture des portes, les moines cisterciens de l'abbaye d'Ilm donnent à manger aux paysans rebelles. Certains citoyens s'enferment, quatre d'entre eux sont décapités après la répression de l'insurrection au marché d'Arnstädt.
Pendant la guerre de Trente Ans, entre 1618 et 1648, Stadtilm est à plusieurs reprises pillé par des mercenaires et occupé une fois par les troupes suédoises.
Au cours de la Seconde Guerre mondiale, plus de 380 "travailleurs de l'Est" et prisonniers de guerre et internés militaires sont contraints de travailler dans l'usine de chaussures Paul Hoffmann & Co. et Rheinmetall-Borsig AG. Au cimetière, il y a 15 prisonniers inconnus, deux victimes d'une marche de la mort. Quatre morts sont enterrés dans le cimetière d'Oberilm. En avril 1945, les Américains entrent dans la ville. Cette venue fait fermer le laboratoire du physicien Kurt Diebner.
Pour arrêter l'avance des Américains, on a essayé de rendre les routes stratégiques impraticables. Les routes et les voies ferrées sont dynamitées.

## Infrastructures
Stadtilm se trouve sur la Bundesstraße 87 et la ligne d'Arnstadt à Saalfeld.

## Personnalités liées à la commune
- Kaspar Arnurus (vers 1520-1586), philosophe.
- Joannes Nicolai (1665-1708), professeur d'antiquités né à Stadtilm.
- Friedrich Fröbel (1782-1852), pédagogue.
- Albert Methfessel (1785-1869), compositeur.
- Johann Karl Christoph Vogel (1785-1862), théologue.
- Julius Fröbel (1805-1893), géologue né à Griesheim.
- Berthold Sigismund (1819-1864), pédagogue.
- Wilhelm Nöller (1890-1964), médecin.